# Turó de Ca n'Alzina
El Turó de Ca n'Alzina és una muntanya de 363 metres que es troba al municipi de Beuda, a la comarca catalana de la Garrotxa.